# Swertia forrestii
Swertia forrestii är en gentianaväxtart som beskrevs av H. Smith. Swertia forrestii ingår i släktet Swertia och familjen gentianaväxter. Inga underarter finns listade i Catalogue of Life.